# 大分東バイパス
大分東バイパス（おおいたひがしバイパス）は、大分県大分市竹下から同市宮河内に至る、全長約8.8 kmの国道197号バイパスである。
起点の大分市竹下で国道197号から分岐し、終点の宮河内で国道197号大分南バイパスに連続する。2002年に開催された2002 FIFAワールドカップの会場となった大分スポーツ公園総合競技場へのアクセス道路として整備された。

## 概要
- 起点：大分県大分市竹下
- 終点：大分県大分市宮河内
- 全長：約8.8km
- 車線数：暫定2車線（完成4車線）

## 沿革
- 2002年：全線供用開始。

## 主な接続道路
- E10 東九州自動車道（大分宮河内IC）
- 国道197号大分南バイパス